# Міксомфалія
Міксомфалія (Myxomphalia) — рід грибів родини Tricholomataceae. Назва вперше опублікована 1960 року.

## Поширення та середовище існування
В Україні зростає міксомфалія згарищна (Myxomphalia maura).

## Гелерея

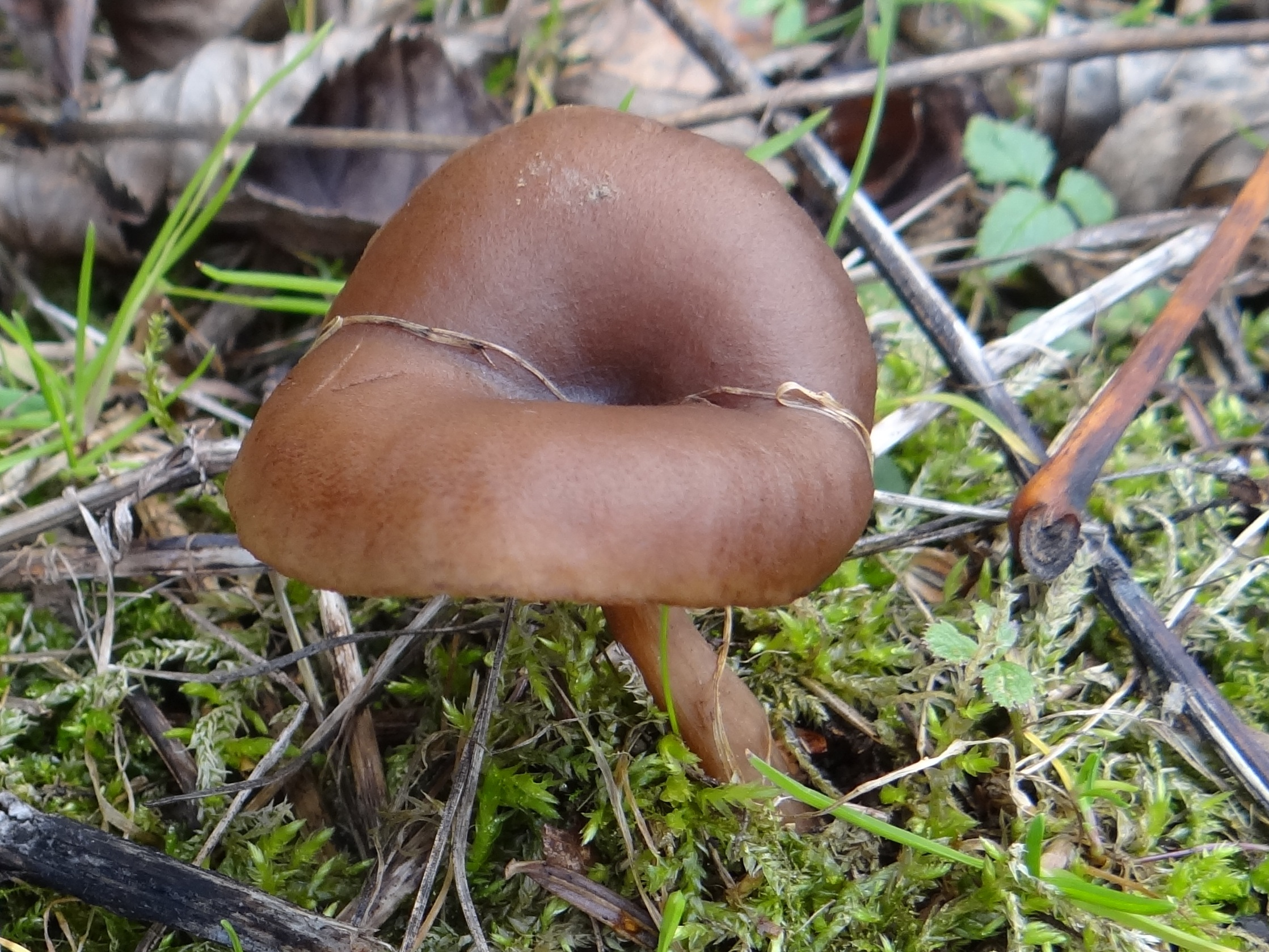
Myxomphalia maura
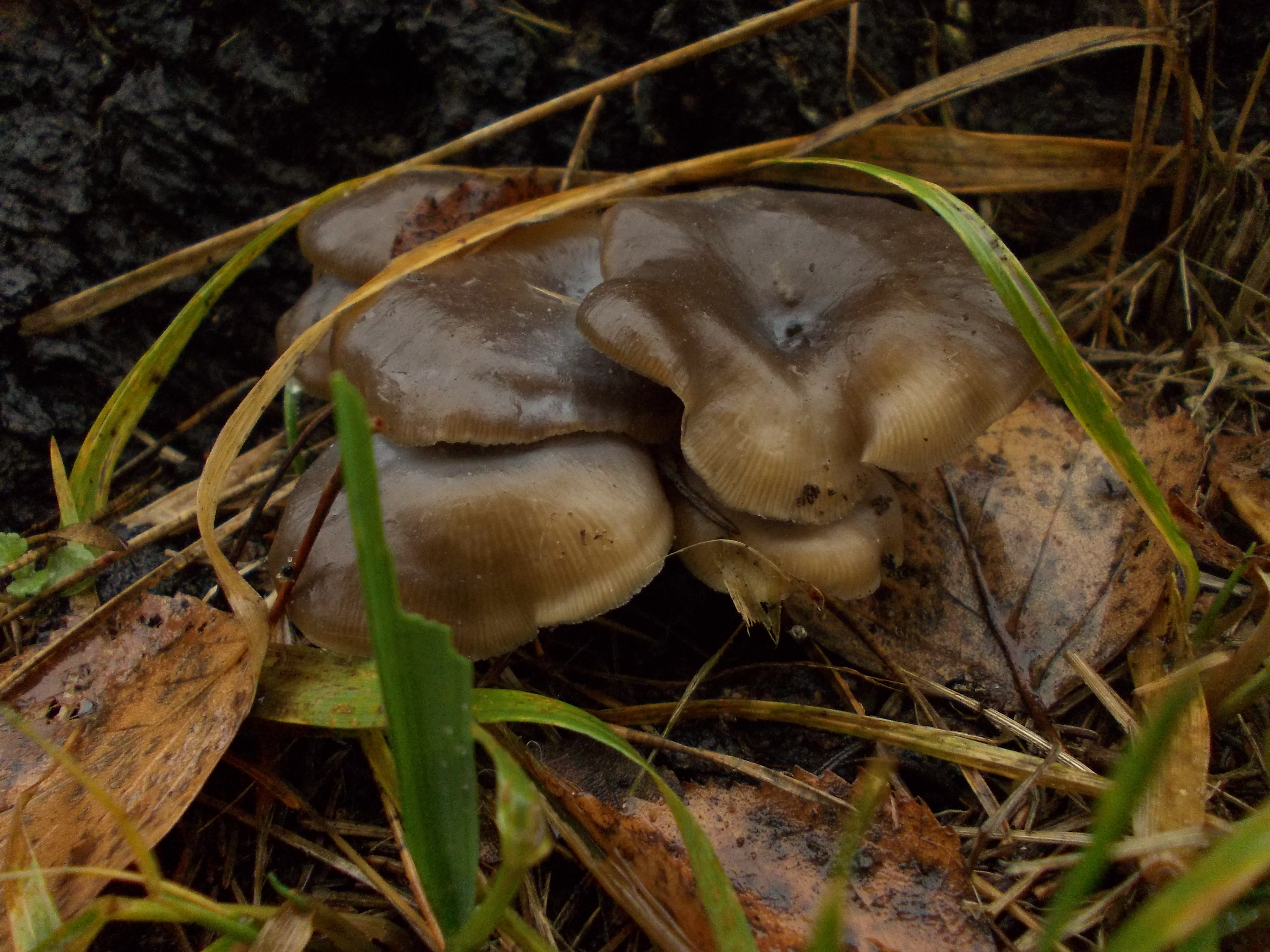
Myxomphalia maura

## Класифікація
Згідно з базою MycoBank до роду Myxomphalia відносять 4 офіційно визнаних вида:
- Myxomphalia agloea
- Myxomphalia invita
- Myxomphalia marthae
- Myxomphalia maura